# Liste des cantons français en Île-de-France depuis 2015
Cet article présente une liste des cantons français en Île-de-France depuis 2015.

## Île-de-France - 155 cantons

### Paris(75)
- Le département ne comprend qu’un seul arrondissement non subdivisé en cantons (seule la commune est divisée en 20 arrondissements de commune, qui ne correspondent pas non plus aux cantons électoraux appelés ici « secteurs »).

### Seine-et-Marne(77) - 23 cantons
| N° | Nom du Canton            | Nombre de communes entières | Communes composant le canton |
| -- | ------------------------ | --------------------------- | --- |
| 1  | Champs-sur-Marne         | 4                           | Champs-sur-Marne, Croissy-Beaubourg, Lognes, Noisiel. |
| 2  | Chelles                  | 1                           | Chelles. |
| 3  | Claye-Souilly            | 30                          | Annet-sur-Marne, Barcy, Chambry, Charmentray, Charny, Claye-Souilly, Crégy-lès-Meaux, Cuisy, Forfry, Fresnes-sur-Marne, Gesvres-le-Chapitre, Gressy, Isles-lès-Villenoy, Iverny, Mareuil-lès-Meaux, Messy, Monthyon, Chauconin-Neufmontiers, Oissery, Penchard, Le Plessis-aux-Bois, Le Plessis-l'Évêque, Précy-sur-Marne, Saint-Mesmes, Saint-Soupplets, Trilbardou, Varreddes, Vignely, Villenoy, Villeroy. |
| 4  | Combs-la-Ville           | 5                           | Brie-Comte-Robert, Combs-la-Ville, Lieusaint, Moissy-Cramayel, Réau. |
| 5  | Coulommiers              | 51                          | Amillis, Aulnoy, Beautheil, Bellot, Boissy-le-Châtel, Boitron, La Celle-sur-Morin, Chailly-en-Brie, La Chapelle-Moutils, Chartronges, Chauffry, Chevru, Choisy-en-Brie, Coulommiers, Dagny, Doue, La Ferté-Gaucher, Giremoutiers, Hautefeuille, Hondevilliers, Jouy-sur-Morin, Lescherolles, Leudon-en-Brie, Maisoncelles-en-Brie, Marolles-en-Brie, Mauperthuis, Meilleray, Montdauphin, Montenils, Montolivet, Mouroux, Orly-sur-Morin, Pézarches, Rebais, Sablonnières, Saint-Augustin, Saint-Barthélemy, Saint-Cyr-sur-Morin, Saint-Denis-lès-Rebais, Saint-Germain-sous-Doue, Saint-Léger, Saint-Mars-Vieux-Maisons, Saint-Martin-des-Champs, Saint-Ouen-sur-Morin, Saint-Rémy-la-Vanne, Saint-Siméon, Saints, Touquin, La Trétoire, Verdelot, Villeneuve-sur-Bellot. |
| 6  | La Ferté-sous-Jouarre    | 47                          | Armentières-en-Brie, Bassevelle, Bussières, Chamigny, Changis-sur-Marne, Citry, Cocherel, Congis-sur-Thérouanne, Coulombs-en-Valois, Crouy-sur-Ourcq, Dhuisy, Douy-la-Ramée, Étrépilly, La Ferté-sous-Jouarre, Fublaines, Germigny-l'Évêque, Germigny-sous-Coulombs, Isles-les-Meldeuses, Jaignes, Jouarre, Lizy-sur-Ourcq, Luzancy, Marcilly, Mary-sur-Marne, May-en-Multien, Méry-sur-Marne, Montceaux-lès-Meaux, Nanteuil-lès-Meaux, Nanteuil-sur-Marne, Ocquerre, Pierre-Levée, Le Plessis-Placy, Poincy, Puisieux, Reuil-en-Brie, Saâcy-sur-Marne, Saint-Jean-les-Deux-Jumeaux, Sainte-Aulde, Sammeron, Sept-Sorts, Signy-Signets, Tancrou, Trilport, Trocy-en-Multien, Ussy-sur-Marne, Vendrest, Vincy-Manœuvre. |
| 7  | Fontainebleau            | 34                          | Achères-la-Forêt, Amponville, Arbonne-la-Forêt, Avon, Barbizon, Boissy-aux-Cailles, Boulancourt, Bourron-Marlotte, Burcy, Buthiers, Cély, Chailly-en-Bière, La Chapelle-la-Reine, Fleury-en-Bière, Fontainebleau, Fromont, Guercheville, Héricy, Nanteau-sur-Essonne, Noisy-sur-École, Perthes, Recloses, Rumont, Saint-Germain-sur-École, Saint-Martin-en-Bière, Saint-Sauveur-sur-École, Samois-sur-Seine, Samoreau, Tousson, Ury, Le Vaudoué, Villiers-en-Bière, Villiers-sous-Grez, Vulaines-sur-Seine. |
| 8  | Fontenay-Trésigny        | 33                          | Bernay-Vilbert, La Chapelle-Iger, Les Chapelles-Bourbon, Châtres, Chaumes-en-Brie, Coubert, Courpalay, Courquetaine, Crèvecœur-en-Brie, Dammartin-sur-Tigeaux, Évry-Grégy-sur-Yerre, Faremoutiers, Fontenay-Trésigny, Grisy-Suisnes, Guérard, La Houssaye-en-Brie, Limoges-Fourches, Lissy, Liverdy-en-Brie, Lumigny-Nesles-Ormeaux, Marles-en-Brie, Mortcerf, Neufmoutiers-en-Brie, Ozouer-le-Voulgis, Pécy, Le Plessis-Feu-Aussoux, Pommeuse, Presles-en-Brie, Rozay-en-Brie, Soignolles-en-Brie, Solers, Vaudoy-en-Brie, Voinsles. |
| 9  | Lagny-sur-Marne          | 14                          | Carnetin, Chalifert, Chanteloup-en-Brie, Conches-sur-Gondoire, Dampmart, Gouvernes, Guermantes, Jablines, Lagny-sur-Marne, Lesches, Montévrain, Pomponne, Saint-Thibault-des-Vignes, Thorigny-sur-Marne. |
| 10 | Meaux                    | 1                           | Meaux. |
| 11 | Melun                    | 9                           | Livry-sur-Seine, Maincy, Melun, Montereau-sur-le-Jard, La Rochette, Rubelles, Saint-Germain-Laxis, Vaux-le-Pénil, Voisenon. |
| 12 | Mitry-Mory               | 19                          | Compans, Dammartin-en-Goële, Juilly, Longperrier, Marchémoret, Mauregard, Le Mesnil-Amelot, Mitry-Mory, Montgé-en-Goële, Moussy-le-Neuf, Moussy-le-Vieux, Nantouillet, Othis, Rouvres, Saint-Mard, Saint-Pathus, Thieux, Villeneuve-sous-Dammartin, Vinantes. |
| 13 | Montereau-Fault-Yonne    | 21                          | Barbey, La Brosse-Montceaux, Cannes-Écluse, Champagne-sur-Seine, Courcelles-en-Bassée, Esmans, Forges, La Grande-Paroisse, Laval-en-Brie, Marolles-sur-Seine, Misy-sur-Yonne, Montereau-Fault-Yonne, Moret-Loing-et-Orvanne, Saint-Germain-Laval, Saint-Mammès, Salins, Thomery, Varennes-sur-Seine, Vernou-la-Celle-sur-Seine, Villecerf, Ville-Saint-Jacques. |
| 14 | Nangis                   | 46                          | Andrezel, Argentières, Aubepierre-Ozouer-le-Repos, Beauvoir, Blandy, Bois-le-Roi, Bombon, Bréau, Champdeuil, Champeaux, La Chapelle-Gauthier, La Chapelle-Rablais, Chartrettes, Châteaubleau, Le Châtelet-en-Brie, Châtillon-la-Borde, Clos-Fontaine, Courtomer, Crisenoy, La Croix-en-Brie, Échouboulains, Les Écrennes, Féricy, Fontaine-le-Port, Fontains, Fontenailles, Fouju, Gastins, Grandpuits-Bailly-Carrois, Guignes, Machault, Moisenay, Mormant, Nangis, Pamfou, Quiers, Rampillon, Saint-Just-en-Brie, Saint-Méry, Saint-Ouen-en-Brie, Sivry-Courtry, Valence-en-Brie, Vanvillé, Verneuil-l'Étang, Vieux-Champagne, Yèbles. |
| 15 | Nemours                  | 51                          | Arville, Aufferville, Bagneaux-sur-Loing, Beaumont-du-Gâtinais, Blennes, Bougligny, Bransles, Chaintreaux, Château-Landon, Châtenoy, Chenou, Chevrainvilliers, Chevry-en-Sereine, Darvault, Diant, Dormelles, Égreville, Faÿ-lès-Nemours, Flagy, Garentreville, La Genevraye, Gironville, Grez-sur-Loing, Ichy, Larchant, Lorrez-le-Bocage-Préaux, La Madeleine-sur-Loing, Maisoncelles-en-Gâtinais, Mondreville, Montcourt-Fromonville, Montigny-sur-Loing, Montmachoux, Nanteau-sur-Lunain, Nemours, Noisy-Rudignon, Nonville, Obsonville, Ormesson, Paley, Poligny, Remauville, Saint-Ange-le-Viel, Saint-Pierre-lès-Nemours, Souppes-sur-Loing, Thoury-Férottes, Treuzy-Levelay, Vaux-sur-Lunain, Villebéon, Villemaréchal, Villemer, Voulx. |
| 16 | Ozoir-la-Ferrière        | 12                          | Chevry-Cossigny, Favières, Férolles-Attilly, Ferrières-en-Brie, Gretz-Armainvilliers, Lésigny, Ozoir-la-Ferrière, Pontcarré, Servon, Tournan-en-Brie, Villeneuve-le-Comte, Villeneuve-Saint-Denis. |
| 17 | Pontault-Combault        | 3                           | Émerainville, Pontault-Combault, Roissy-en-Brie. |
| 18 | Provins                  | 82                          | Augers-en-Brie, Baby, Balloy, Bannost-Villegagnon, Bazoches-lès-Bray, Beauchery-Saint-Martin, Beton-Bazoches, Bezalles, Boisdon, Bray-sur-Seine, Cerneux, Cessoy-en-Montois, Chalautre-la-Grande, Chalautre-la-Petite, Chalmaison, Champcenest, La Chapelle-Saint-Sulpice, Châtenay-sur-Seine, Chenoise, Courchamp, Courtacon, Coutençon, Cucharmoy, Donnemarie-Dontilly, Égligny, Éverly, Fontaine-Fourches, Frétoy, Gouaix, Gravon, Grisy-sur-Seine, Gurcy-le-Châtel, Hermé, Jaulnes, Jouy-le-Châtel, Jutigny, Léchelle, Lizines, Longueville, Louan-Villegruis-Fontaine, Luisetaines, Maison-Rouge, Les Marêts, Meigneux, Melz-sur-Seine, Mons-en-Montois, Montceaux-lès-Provins, Montigny-le-Guesdier, Montigny-Lencoup, Mortery, Mousseaux-lès-Bray, Mouy-sur-Seine, Noyen-sur-Seine, Les Ormes-sur-Voulzie, Paroy, Passy-sur-Seine, Poigny, Provins, Rouilly, Rupéreux, Saint-Brice, Saint-Hilliers, Saint-Loup-de-Naud, Saint-Martin-du-Boschet, Saint-Sauveur-lès-Bray, Sainte-Colombe, Sancy-lès-Provins, Savins, Sigy, Sognolles-en-Montois, Soisy-Bouy, Sourdun, Thénisy, La Tombe, Villenauxe-la-Petite, Villeneuve-les-Bordes, Villiers-Saint-Georges, Villiers-sur-Seine, Villuis, Vimpelles, Voulton, Vulaines-lès-Provins. |
| 19 | Saint-Fargeau-Ponthierry | 6                           | Boissise-le-Roi, Dammarie-les-Lys, Nandy, Pringy, Saint-Fargeau-Ponthierry, Seine-Port. |
| 20 | Savigny-le-Temple        | 6                           | Boissettes, Boissise-la-Bertrand, Cesson, Le Mée-sur-Seine, Savigny-le-Temple, Vert-Saint-Denis. |
| 21 | Serris                   | 24                          | Bailly-Romainvilliers, Bouleurs, Boutigny, Chessy, Condé-Sainte-Libiaire, Couilly-Pont-aux-Dames, Coulommes, Coupvray, Coutevroult, Crécy-la-Chapelle, Esbly, La Haute-Maison, Magny-le-Hongre, Montry, Quincy-Voisins, Saint-Fiacre, Saint-Germain-sur-Morin, Sancy, Serris, Tigeaux, Vaucourtois, Villemareuil, Villiers-sur-Morin, Voulangis. |
| 22 | Torcy                    | 5                           | Bussy-Saint-Georges, Bussy-Saint-Martin, Collégien, Jossigny, Torcy. |
| 23 | Villeparisis             | 6                           | Brou-sur-Chantereine, Courtry, Le Pin, Vaires-sur-Marne, Villeparisis, Villevaudé. |

### Yvelines(78) - 21 cantons
| N° | Nom du Canton            | Nombre de communes entières | Communes composant le canton |
| -- | ------------------------ | --------------------------- | --- |
| 1  | Aubergenville            | 40                          | Andelu, Aubergenville, Aulnay-sur-Mauldre, Auteuil, Autouillet, Bazemont, Bazoches-sur-Guyonne, Béhoust, Boissy-sans-Avoir, Bouafle, Flexanville, Flins-sur-Seine, Galluis, Gambais, Garancières, Goupillières, Grosrouvre, Herbeville, Jouars-Pontchartrain, Marcq, Mareil-le-Guyon, Mareil-sur-Mauldre, Maule, Méré, Les Mesnuls, Millemont, Montainville, Montfort-l'Amaury, Neauphle-le-Château, Neauphle-le-Vieux, Nézel, La Queue-les-Yvelines, Saint-Germain-de-la-Grange, Saint-Rémy-l'Honoré, Saulx-Marchais, Thoiry, Le Tremblay-sur-Mauldre, Vicq, Villiers-le-Mahieu, Villiers-Saint-Frédéric. |
| 2  | Bonnières-sur-Seine      | 70                          | Adainville, Arnouville-lès-Mantes, Auffreville-Brasseuil, Bazainville, Bennecourt, Blaru, Boinville-en-Mantois, Boinvilliers, Boissets, Boissy-Mauvoisin, Bonnières-sur-Seine, Bourdonné, Breuil-Bois-Robert, Bréval, Chaufour-lès-Bonnières, Civry-la-Forêt, Condé-sur-Vesgre, Courgent, Cravent, Dammartin-en-Serve, Dannemarie, Favrieux, Flacourt, Flins-Neuve-Église, Fontenay-Mauvoisin, Freneuse, Gommecourt, Goussonville, Grandchamp, Gressey, Guerville, Hargeville, La Hauteville, Houdan, Jeufosse, Jouy-Mauvoisin, Jumeauville, Limetz-Villez, Lommoye, Longnes, Maulette, Ménerville, Méricourt, Moisson, Mondreville, Montchauvet, Mousseaux-sur-Seine, Mulcent, Neauphlette, Orgerus, Orvilliers, Osmoy, Perdreauville, Port-Villez, Prunay-le-Temple, Richebourg, Rolleboise, Rosay, Saint-Illiers-la-Ville, Saint-Illiers-le-Bois, Saint-Martin-des-Champs, Septeuil, Soindres, Tacoignières, Le Tartre-Gaudran, Le Tertre-Saint-Denis, Tilly, Vert, La Villeneuve-en-Chevrie, Villette. |
| 3  | Chatou                   | 5                           | Chatou, Croissy-sur-Seine, Marly-le-Roi, Le Port-Marly, Le Vésinet. |
| 4  | Le Chesnay               | 6                           | Bailly, Bougival, La Celle-Saint-Cloud, Le Chesnay, Louveciennes, Rocquencourt. |
| 5  | Conflans-Sainte-Honorine | 4                           | Andrésy, Chanteloup-les-Vignes, Conflans-Sainte-Honorine, Maurecourt. |
| 6  | Houilles                 | 3                           | Carrières-sur-Seine, Houilles, Montesson. |
| 7  | Limay                    | 20                          | Brueil-en-Vexin, Drocourt, Épône, La Falaise, Follainville-Dennemont, Fontenay-Saint-Père, Gargenville, Guernes, Guitrancourt, Issou, Jambville, Juziers, Lainville-en-Vexin, Limay, Mézières-sur-Seine, Montalet-le-Bois, Oinville-sur-Montcient, Porcheville, Sailly, Saint-Martin-la-Garenne. |
| 8  | Mantes-la-Jolie          | 5                           | Buchelay, Magnanville, Mantes-la-Jolie, Mantes-la-Ville, Rosny-sur-Seine. |
| 9  | Maurepas                 | 16                          | Châteaufort, Chevreuse, Choisel, Coignières, Dampierre-en-Yvelines, Lévis-Saint-Nom, Magny-les-Hameaux, Maurepas, Le Mesnil-Saint-Denis, Milon-la-Chapelle, Saint-Forget, Saint-Lambert, Saint-Rémy-lès-Chevreuse, Senlisse, Toussus-le-Noble, Voisins-le-Bretonneux. |
| 10 | Montigny-le-Bretonneux   | 2                           | Guyancourt, Montigny-le-Bretonneux. |
| 11 | Les Mureaux              | 10                          | Chapet, Ecquevilly, Évecquemont, Gaillon-sur-Montcient, Hardricourt, Meulan-en-Yvelines, Mézy-sur-Seine, Les Mureaux, Tessancourt-sur-Aubette, Vaux-sur-Seine. |
| 12 | Plaisir                  | 4                           | Beynes, Les Clayes-sous-Bois, Plaisir, Thiverval-Grignon. |
| 13 | Poissy                   | 3                           | Achères, Carrières-sous-Poissy, Poissy. |
| 14 | Rambouillet              | 36                          | Ablis, Allainville, Auffargis, Boinville-le-Gaillard, La Boissière-École, Bonnelles, Les Bréviaires, Bullion, La Celle-les-Bordes, Cernay-la-Ville, Clairefontaine-en-Yvelines, Émancé, Les Essarts-le-Roi, Gambaiseuil, Gazeran, Hermeray, Longvilliers, Mittainville, Orcemont, Orphin, Orsonville, Paray-Douaville, Le Perray-en-Yvelines, Poigny-la-Forêt, Ponthévrard, Prunay-en-Yvelines, Raizeux, Rambouillet, Rochefort-en-Yvelines, Saint-Arnoult-en-Yvelines, Saint-Hilarion, Saint-Léger-en-Yvelines, Saint-Martin-de-Bréthencourt, Sainte-Mesme, Sonchamp, Vieille-Église-en-Yvelines. |
| 15 | Saint-Cyr-l'École        | 6                           | Bois-d'Arcy, Chavenay, Fontenay-le-Fleury, Rennemoulin, Saint-Cyr-l'École, Villepreux. |
| 16 | Saint-Germain-en-Laye    | 7                           | Aigremont, Chambourcy, L'Étang-la-Ville, Fourqueux, Mareil-Marly, Le Pecq, Saint-Germain-en-Laye. |
| 17 | Sartrouville             | 3                           | Maisons-Laffitte, Le Mesnil-le-Roi, Sartrouville. |
| 18 | Trappes                  | 3                           | Élancourt, Trappes, La Verrière. |
| 19 | Verneuil-sur-Seine       | 13                          | Les Alluets-le-Roi, Crespières, Davron, Feucherolles, Médan, Morainvilliers, Noisy-le-Roi, Orgeval, Saint-Nom-la-Bretèche, Triel-sur-Seine, Verneuil-sur-Seine, Vernouillet, Villennes-sur-Seine. |
| 20 | Versailles-1             | fraction Versailles         | Partie de la commune de Versailles située au nord d'une ligne définie par l'axe des voies et limites suivantes : à partir de la limite territoriale de la commune de Viroflay, place Louis-XIV, avenue de Paris, avenue du Général-de-Gaulle, rue Royale, rue des Bourdonnais, rue Saint-Médéric, rue du Hazard, rue Edouard-Charton, rampe Saint-Martin, jusqu'à la limite territoriale de la commune de Buc. |
| 21 | Versailles-2             | 5 + fraction Versailles     | 1° Les communes suivantes : Buc, Jouy-en-Josas, Les Loges-en-Josas, Vélizy-Villacoublay, Viroflay. 2° La partie de la commune de Versailles non incluse dans le canton de Versailles-1. |

### Essonne(91) - 21 cantons
| N° | Nom du Canton             | Nombre de communes entières | Communes composant le canton |
| -- | ------------------------- | --------------------------- | --- |
| 1  | Arpajon                   | 16                          | Arpajon, Avrainville, Boissy-sous-Saint-Yon, Bouray-sur-Juine, Bruyères-le-Châtel, Cheptainville, Égly, Guibeville, Janville-sur-Juine, Lardy, Leuville-sur-Orge, La Norville, Ollainville, Saint-Germain-lès-Arpajon, Saint-Yon, Torfou. |
| 2  | Athis-Mons                | 3                           | Athis-Mons, Juvisy-sur-Orge, Paray-Vieille-Poste. |
| 3  | Brétigny-sur-Orge         | 6                           | Brétigny-sur-Orge, Leudeville, Longpont-sur-Orge, Marolles-en-Hurepoix, Saint-Michel-sur-Orge, Saint-Vrain. |
| 4  | Corbeil-Essonnes          | 4                           | Corbeil-Essonnes, Écharcon, Lisses, Villabé. |
| 5  | Dourdan                   | 28                          | Angervilliers, Breuillet, Breux-Jouy, Briis-sous-Forges, Chamarande, Chauffour-lès-Étréchy, Corbreuse, Courson-Monteloup, Dourdan, Étréchy, Fontenay-lès-Briis, La Forêt-le-Roi, Forges-les-Bains, Les Granges-le-Roi, Janvry, Limours, Mauchamps, Richarville, Roinville, Saint-Chéron, Saint-Cyr-sous-Dourdan, Saint-Maurice-Montcouronne, Saint-Sulpice-de-Favières, Sermaise, Souzy-la-Briche, Le Val-Saint-Germain, Vaugrigneuse, Villeconin. |
| 6  | Draveil                   | 4 + fraction Montgeron      | 1° Les communes suivantes : Draveil, Étiolles, Saint-Germain-lès-Corbeil, Soisy-sur-Seine. 2° La partie de la commune de Montgeron située à l'ouest et au sud d'une ligne définie par l'axe des voies et limites suivantes : depuis la limite territoriale de la commune d'Yerres, avenue de la République (route départementale 50), rue des Bois, place de l'Europe, avenue de la Grange, avenue Charles-de-Gaulle, rue de Mainville, rue de la Croix-Saint-Marc, rue des Plantes, rue Édouard-Branly, rue de la Garenne, rue de la Belle-Aimée, chemin du Dessus-du-Luet jusqu'au n° 117, au droit du n° 117 du chemin du Dessus-du-Luet ligne droite jusqu'à la route nationale 6, route nationale 6, rue des Saules, rue des Jacinthes, jusqu'à la limite territoriale de la commune de Vigneux-sur-Seine. |
| 7  | Épinay-sous-Sénart        | 8 + fraction Brunoy         | 1° Les communes suivantes : Boussy-Saint-Antoine, Épinay-sous-Sénart, Morsang-sur-Seine, Quincy-sous-Sénart, Saint-Pierre-du-Perray, Saintry-sur-Seine, Tigery, Varennes-Jarcy. 2° La partie de la commune de Brunoy située à l'ouest d'une ligne définie par l'axe des voies et limites suivantes : depuis la limite territoriale de la commune d'Yerres, rue de Montgeron, avenue du Général-Leclerc (route départementale 54), rue Dupont-Chaumont, rue de Quincy, jusqu'à la limite territoriale de la commune d'Épinay-sous-Sénart. |
| 8  | Étampes                   | 45                          | Abbéville-la-Rivière, Angerville, Arrancourt, Authon-la-Plaine, Auvers-Saint-Georges, Blandy, Bois-Herpin, Boissy-la-Rivière, Boissy-le-Cutté, Boissy-le-Sec, Boutervilliers, Bouville, Brières-les-Scellés, Brouy, Cerny, Chalo-Saint-Mars, Chalou-Moulineux, Champmotteux, Chatignonville, Congerville-Thionville, D'Huison-Longueville, Estouches, Étampes, Fontaine-la-Rivière, La Forêt-Sainte-Croix, Guillerval, Marolles-en-Beauce, Méréville, Mérobert, Mespuits, Monnerville, Morigny-Champigny, Ormoy-la-Rivière, Orveau, Plessis-Saint-Benoist, Puiselet-le-Marais, Pussay, Roinvilliers, Saclas, Saint-Cyr-la-Rivière, Saint-Escobille, Saint-Hilaire, Valpuiseaux, Vayres-sur-Essonne, Villeneuve-sur-Auvers.                                                                                      |
| 9  | Évry                      | 2                           | Courcouronnes, Évry. |
| 10 | Gif-sur-Yvette            | 12                          | Bièvres, Boullay-les-Troux, Bures-sur-Yvette, Gif-sur-Yvette, Gometz-la-Ville, Les Molières, Pecqueuse, Saclay, Saint-Aubin, Vauhallan, Verrières-le-Buisson, Villiers-le-Bâcle. |
| 11 | Longjumeau                | 8                           | Ballainvilliers, Champlan, Épinay-sur-Orge, Linas, Longjumeau, Montlhéry, Saulx-les-Chartreux, La Ville-du-Bois. |
| 12 | Massy                     | 2                           | Chilly-Mazarin, Massy. |
| 13 | Mennecy                   | 28                          | Auvernaux, Ballancourt-sur-Essonne, Baulne, Boigneville, Boutigny-sur-Essonne, Buno-Bonnevaux, Champcueil, Chevannes, Le Coudray-Montceaux, Courances, Courdimanche-sur-Essonne, Dannemois, La Ferté-Alais, Fontenay-le-Vicomte, Gironville-sur-Essonne, Guigneville-sur-Essonne, Itteville, Maisse, Mennecy, Milly-la-Forêt, Moigny-sur-École, Mondeville, Nainville-les-Roches, Oncy-sur-École, Ormoy, Prunay-sur-Essonne, Soisy-sur-École, Videlles. |
| 14 | Palaiseau                 | 3                           | Igny, Orsay, Palaiseau. |
| 15 | Ris-Orangis               | 6                           | Bondoufle, Fleury-Mérogis, Le Plessis-Pâté, Ris-Orangis, Vert-le-Grand, Vert-le-Petit. |
| 16 | Sainte-Geneviève-des-Bois | 4                           | Morsang-sur-Orge, Sainte-Geneviève-des-Bois, Villemoisson-sur-Orge, Villiers-sur-Orge. |
| 17 | Savigny-sur-Orge          | 3                           | Morangis, Savigny-sur-Orge, Wissous. |
| 18 | Les Ulis                  | 7                           | Gometz-le-Châtel, Marcoussis, Nozay, Saint-Jean-de-Beauregard, Les Ulis, Villebon-sur-Yvette, Villejust. |
| 19 | Vigneux-sur-Seine         | 2 + fraction Montgeron      | 1° Les communes suivantes : Crosne, Vigneux-sur-Seine. 2° La partie de la commune de Montgeron non incluse dans le canton de Draveil. |
| 20 | Viry-Châtillon            | 2                           | Grigny, Viry-Châtillon. |
| 21 | Yerres                    | 1 + fraction Brunoy         | 1° La commune suivante : Yerres. 2° La partie de la commune de Brunoy non incluse dans le canton d'Épinay-sous-Sénart. |

### Hauts-de-Seine(92) - 23 cantons
-23 cantons 

| N° | Nom du Canton          | Nombre de communes entières       | Communes composant le canton |
| -- | ---------------------- | --------------------------------- | --- |
| 1  | Antony                 | 1                                 | Antony. |
| 2  | Asnières-sur-Seine     | fraction Asnières                 | Partie de la commune d'Asnières-sur-Seine située au nord d'une ligne définie par l'axe des voies et limites suivantes : depuis la limite territoriale de la commune de Bois-Colombes, ligne de chemin de fer, ligne droite dans le prolongement de la rue de Nanterre, rue de Nanterre, rue Waldeck-Rousseau, avenue de la Marne, rue de Verdun, rue Maurice-Bokanowski, rue Gallieni, quai du Docteur-Dervaux, grande-rue Charles-de-Gaulle, pont d'Asnières, jusqu'à la limite territoriale de la commune de Clichy.                                                              |
| 3  | Bagneux                | 2                                 | Bagneux, Bourg-la-Reine. |
| 4  | Boulogne-Billancourt-1 | fraction Boulogne-Billancourt     | Partie de la commune de Boulogne-Billancourt située au nord d'une ligne définie par l'axe des voies et limites suivantes : depuis l'intersection des limites territoriales des communes de Saint-Cloud, Sèvres, et Boulogne-Billancourt, ligne droite jusqu'au stade Alphonse-Le-Gallo, quai Alphonse-Le-Gallo, rue Gallieni, rue de Bellevue, avenue du Maréchal-Juin, rue de Silly, rue Couchot, rue de Bellevue, avenue du Général-Leclerc, avenue Édouard-Vaillant, jusqu'à la limite territoriale de la commune de Paris.                                                      |
| 5  | Boulogne-Billancourt-2 | 1 + fraction Boulogne-Billancourt | 1° La commune suivante : Sèvres. 2° La partie de la commune de Boulogne-Billancourt non incluse dans le canton de Boulogne-Billancourt-1. |
| 6  | Châtenay-Malabry       | 3                                 | Châtenay-Malabry, Le Plessis-Robinson, Sceaux. |
| 7  | Châtillon              | 2                                 | Châtillon, Fontenay-aux-Roses. |
| 8  | Clamart                | 2                                 | Clamart, Vanves. |
| 9  | Clichy                 | 1                                 | Clichy. |
| 10 | Colombes-1             | fraction Colombes                 | Partie de la commune de Colombes située au nord d'une ligne définie par l'axe des voies et limites suivantes : depuis la limite territoriale de la commune de la Garenne-Colombes, pont de Charlebourg, rue Pierre-Brossolette, rue Colbert, rue des Gros-Grès, rue Brassat, rue des Voies-du-Bois, rue de Prague, villa Nouvelle, avenue Henri-Barbusse, avenue Jeanne-d'Arc, rue Denis-Papin, rue des Alouettes, rue des Monts-Clairs, jusqu'à la limite territoriale de la commune de Bois-Colombes.                                                                             |
| 11 | Colombes-2             | 2 + fraction Colombes             | 1° Les communes suivantes : Bois-Colombes, La Garenne-Colombes. 2° La partie de la commune de Colombes non incluse dans le canton de Colombes-1. |
| 12 | Courbevoie-1           | fractions Asnières + Courbevoie   | 1° La partie de la commune de Courbevoie située au nord d'une ligne définie par l'axe des voies et limites suivantes : depuis la limite territoriale de la commune de la Garenne-Colombes, avenue Marceau, rue de Bezons, rue de l'Abreuvoir, ligne droite dans le prolongement de la rue de l'Abreuvoir, jusqu'à la limite territoriale de la commune de Neuilly-sur-Seine 2° La partie de la commune d'Asnières-sur-Seine non incluse dans le canton d'Asnières-sur-Seine-1. |
| 13 | Courbevoie-2           | 1 + fraction Courbevoie           | 1° Les communes suivantes : Puteaux. 2° La partie de la commune de Courbevoie non incluse dans le canton de Courbevoie-1. |
| 14 | Gennevilliers          | 2                                 | Gennevilliers, Villeneuve-la-Garenne. |
| 15 | Issy-les-Moulineaux    | 1                                 | Issy-les-Moulineaux. |
| 16 | Levallois-Perret       | 1                                 | Levallois-Perret. |
| 17 | Meudon                 | 2                                 | Chaville, Meudon. |
| 18 | Montrouge              | 2                                 | Malakoff, Montrouge. |
| 19 | Nanterre-1             | fraction Nanterre                 | Partie de la commune de Nanterre située au nord et à l'ouest d'une ligne définie par l'axe des voies et limites suivantes : depuis la limite territoriale de la commune de Rueil-Malmaison, rue de Garches, rue des Chailliers, rue Élisée-Reclus, rue Paul-Vaillant-Couturier, rue Daniel-Becker, rue de la Source, rue Marcel-Génin, rue des Alouettes, rue de Suresnes, rue Sadi-Carnot, rue des Venets, avenue Frédéric-et-Irène-Joliot-Curie, place Nelson-Mandela, avenue François-Arago, ligne de chemin de fer, jusqu'à la limite territoriale de la commune de Courbevoie. |
| 20 | Nanterre-2             | 1 + fraction Nanterre             | 1° La commune suivante : Suresnes. 2° La partie de la commune de Nanterre non incluse dans le canton de Nanterre-1. |
| 21 | Neuilly-sur-Seine      | 1                                 | Neuilly-sur-Seine. |
| 22 | Rueil-Malmaison        | 1                                 | Rueil-Malmaison. |
| 23 | Saint-Cloud            | 5                                 | Garches, Marnes-la-Coquette, Saint-Cloud, Vaucresson, Ville-d'Avray. |

### Seine-Saint-Denis(93) - 21 cantons
| N° | Nom du Canton      | Nombre de communes entières   | Communes composant le canton |
| -- | ------------------ | ----------------------------- | --- |
| 1  | Aubervilliers      | 1                             | Aubervilliers. |
| 2  | Aulnay-sous-Bois   | 1                             | Aulnay-sous-Bois. |
| 3  | Bagnolet           | 3                             | Bagnolet, Les Lilas, Romainville. |
| 4  | Le Blanc-Mesnil    | 1 + fraction Drancy           | 1) Le Blanc-Mesnil. 2) La partie de la commune de Drancy située à l'est d'une ligne définie par l'axe des voies et limites suivantes : depuis la limite territoriale de la commune du Blanc-Mesnil, rue des Midinettes, rue Jacqueline-Quatremaire, avenue Jean-Jaurès, jusqu'à la limite territoriale de la commune de Bobigny. |
| 5  | Bobigny            | 1 + fraction Bobigny          | 1) Noisy-le-Sec. 2) La partie de la commune de Bobigny située à l'est et au sud d'une ligne définie par l'axe des voies et limites suivantes : depuis la place Saint-Just, avenue Édouard-Vaillant, rue de Luxembourg, rue de la Grande-Denise, rue Babeuf, rue d'Helsinki, voie non dénommée parallèle à la rue Étienne-Dolet, jusqu'au chemin de Groslay, limite territoriale de la commune de Bondy. |
| 6  | Bondy              | 2 + fraction Bobigny          | 1) Bondy, Les Pavillons-sous-Bois. 2) La partie de la commune de Bobigny non incluse dans le canton de Bobigny. |
| 7  | La Courneuve       | 3                             | Le Bourget, La Courneuve, Dugny. |
| 8  | Drancy             | fraction Drancy               | Partie de la commune de Drancy non incluse dans le canton du Blanc-Mesnil. |
| 9  | Épinay-sur-Seine   | 2 + fraction Épinay-sur-Seine | 1) Pierrefitte-sur-Seine, Villetaneuse. 2) La partie de la commune d'Épinay-sur-Seine située à l'est d'une ligne définie par l'axe des voies et limites suivantes : depuis la limite territoriale de la commune d'Enghien-les-Bains, rue d'Ormesson, avenue d'Enghien, avenue de Lattre-de-Tassigny, place du Général-Leclerc, avenue de la République, villa Renée, ligne droite prolongeant la villa Renée jusqu'à la Seine et jusqu'à la limite territoriale de la commune de l'Ile-Saint-Denis. |
| 10 | Gagny              | 2                             | Gagny, Neuilly-sur-Marne. |
| 11 | Livry-Gargan       | 2                             | Clichy-sous-Bois, Livry-Gargan. |
| 12 | Montreuil-1        | 1 + fraction Montreuil        | 1) Rosny-sous-Bois. 2) La partie de la commune de Montreuil située au nord d'une ligne définie par l'axe des voies et limites suivantes : depuis la limite territoriale de la commune de Bagnolet, rue d'Alembert, rue de Paris, place Jacques-Duclos, avenue de la Résistance, rue Ariste-Hémard, boulevard Rouget-de-Lisle, rue Mériel, avenue de la Résistance, rue Rabelais, rue Victor-Hugo, avenue Pasteur, place Jean-Jaurès, avenue Walvein, rue Franklin, place de l'Église, rue de Romainville, rue Pépin, rue Dombasle, rue Rochebrune, rue des Néfliers, avenue Paul-Signac, rue de Rosny, autoroute A 186, rue Émile-Beaufils, rue des Roches, rue Édouard-Branly, rue de la Montagne-Pierreuse, rue de l'Acacia, rue des Roches, rue de Rosny, jusqu'à la limite territoriale de la commune de Rosny-sous-Bois. |
| 13 | Montreuil-2        | fraction Montreuil            | Partie de la commune de Montreuil non incluse dans le canton de Montreuil-1. |
| 14 | Noisy-le-Grand     | 2                             | Gournay-sur-Marne, Noisy-le-Grand. |
| 15 | Pantin             | 2                             | Pantin, Le Pré-Saint-Gervais. |
| 16 | Saint-Denis-1      | fraction Saint-Denis          | Partie de la commune de Saint-Denis située à l'ouest d'une ligne définie par l'axe des voies et limites suivantes : depuis la limite territoriale de la commune de Pierrefitte-sur-Seine, rue Jules-Védrines, avenue Lénine, avenue de Stalingrad, rue Gabriel-Péri, place du 8-Mai-1945, rue Gabriel-Péri, place de la Porte-de-Paris, boulevard Anatole-France, canal de Saint-Denis, autoroute A 1, rue Danielle-Casanova, avenue Paul-Vaillant-Couturier, rue Arthur-Fontaine, rue des Victimes-du-Franquisme, rue du Bec-à-Loué, avenue Jeanne-d'Arc, rue du Fort-de-l'Est, rue du Maréchal-Lyautey, jusqu'à la limite territoriale de la commune de La Courneuve. |
| 17 | Saint-Denis-2      | 1 + fraction Saint-Denis      | 1) Stains. 2) La partie de la commune de Saint-Denis non incluse dans le canton de Saint-Denis-1. |
| 18 | Saint-Ouen         | 2 + fraction Épinay-sur-Seine | 1) L'Île-Saint-Denis, Saint-Ouen. 2) La partie de la commune d'Épinay-sur-Seine non incluse dans le canton d'Épinay-sur-Seine. |
| 19 | Sevran             | 2                             | Sevran, Villepinte. |
| 20 | Tremblay-en-France | 4                             | Coubron, Montfermeil, Tremblay-en-France, Vaujours. |
| 21 | Villemomble        | 3                             | Neuilly-Plaisance, Le Raincy, Villemomble. |

### Val-de-Marne(94) - 25 cantons
| N° | Nom du Canton            | Nombre de communes entières           | Communes composant le canton |
| -- | ------------------------ | ------------------------------------- | --- |
| 1  | Alfortville              | 1                                     | Alfortville. |
| 2  | Cachan                   | 2                                     | Arcueil, Cachan. |
| 3  | Champigny-sur-Marne-1    | fraction Champigny-sur-Marne          | Partie de la commune de Champigny-sur-Marne située à l'ouest d'une ligne définie par l'axe des voies et limites suivantes : depuis la limite territoriale de la commune de Villiers-sur-Marne, rue des Nations, place de l'Union, rue Voltaire, avenue Maurice-Thorez, avenue des Grands-Godets, ligne droite dans le prolongement de l'avenue des Grands-Godets jusqu'à l'angle de la rue Marcel-Paul, rue Marcel-Paul, rue de Dunkerque, rue du Monument, prolongement de la rue du Monument jusqu'à la limite territoriale de la commune de Chennevières-sur-Marne. |
| 4  | Champigny-sur-Marne-2    | 1 + fraction Champigny-sur-Marne      | 1° La commune suivante : Chennevières-sur-Marne. 2° La partie de la commune de Champigny-sur-Marne non incluse dans le canton de Champigny-sur-Marne-1. |
| 5  | Charenton-le-Pont        | 3 + fraction Nogent-sur-Marne         | 1° Les communes suivantes : Charenton-le-Pont, Joinville-le-Pont, Saint-Maurice. 2° La partie de la commune de Nogent-sur-Marne située à l'ouest d'une ligne définie par l'axe des voies et limites suivantes : depuis la limite territoriale de la commune de Paris, avenue des Merisiers, à l'angle de l'avenue des Merisiers et de l'avenue de Joinville, ligne perpendiculaire à l'avenue de Joinville, avenue Charles-V, avenue de Neptune, prolongement de l'avenue de Neptune jusqu'à la limite territoriale de la commune de Joinville-le-Pont. |
| 6  | Choisy-le-Roi            | 1 + fraction Villeneuve-Saint-Georges | 1° Les communes suivantes : Choisy-le-Roi. 2° La partie de la commune de Villeneuve-Saint-Georges située à l'ouest d'une ligne définie par l'axe des voies et limites suivantes : depuis la limite territoriale de la commune de Valenton, avenue Winston-Churchill, rue de Paris, rue Bernard-Palissy, avenue Anatole-France, rue Ferrer-et-Siegfried, avenue de Valenton, jusqu'à la limite territoriale de la commune de Valenton. |
| 7  | Créteil-1                | fraction Créteil                      | Partie de la commune de Créteil située à l'ouest d'une ligne définie par l'axe des voies et limites suivantes : depuis la limite territoriale de la commune de Maisons-Alfort, rue Chéret, rue des Galets, rue des Moëllons, rue des Bleuets, rue Henri-Koch, rue Charles-Beuvin, rue du Castel, avenue Laferrière, avenue du Maréchal-de-Lattre-de-Tassigny, rue de Paris, rue des Mèches, rue de Mesly, avenue du Chemin-de-Mesly, avenue du Général-de-Gaulle route départementale D 1, chemin des Bassins, jusqu'à la limite territoriale de la commune de Valenton. |
| 8  | Créteil-2                | fraction Créteil                      | Partie de la commune de Créteil non incluse dans le canton de Créteil-1. |
| 9  | Fontenay-sous-Bois       | 1 + fraction Vincennes                | 1° Les communes suivantes : Fontenay-sous-Bois. 2° La partie de la commune de Vincennes non incluse dans le canton de Vincennes. |
| 10 | L'Haÿ-les-Roses          | 2                                     | Fresnes, L'Haÿ-les-Roses. |
| 11 | Ivry-sur-Seine           | 1                                     | Ivry-sur-Seine. |
| 12 | Le Kremlin-Bicêtre       | 2                                     | Gentilly, Le Kremlin-Bicêtre. |
| 13 | Maisons-Alfort           | 1                                     | Maisons-Alfort. |
| 14 | Nogent-sur-Marne         | 1 + fraction Nogent-sur-Marne         | 1° La commune suivante : Le Perreux-sur-Marne. 2° La partie de la commune de Nogent-sur-Marne non incluse dans le canton de Charenton-le-Pont. |
| 15 | Orly                     | 3                                     | Ablon-sur-Seine, Orly, Villeneuve-le-Roi. |
| 16 | Plateau briard           | 8                                     | Boissy-Saint-Léger, Mandres-les-Roses, Marolles-en-Brie, Noiseau, Périgny, La Queue-en-Brie, Santeny, Villecresnes. |
| 17 | Saint-Maur-des-Fossés-1  | fraction Saint-Maur-des-Fossés        | Partie de la commune de Saint-Maur-des-Fossés située au nord d'une ligne définie par l'axe des voies et limites suivantes : depuis la limite territoriale de la commune de Maisons-Alfort, cours de la Marne, jusqu'au croisement du quai de la Pie et du quai de Bonneuil, quai de la Pie, avenue du Raincy, place de la Pie, rue Paul-Déroulède, boulevard du Général-Giraud, place Bourbaki, boulevard du Général-Giraud, boulevard de Créteil, rond-point du boulevard de Créteil, rue Garibaldi, place Garibaldi, place d'Adamville-Kennedy, rue Garibaldi, boulevard des Mûriers, avenue Louis-Blanc, boulevard de la Marne, avenue Jeanne-d'Arc, avenue Caffin, rue Arago, voie de chemin de fer jusqu'à la Marne et la limite territoriale de la commune de Bonneuil-sur-Marne. |
| 18 | Saint-Maur-des-Fossés-2  | 3 + fraction Saint-Maur-des-Fossés    | 1° Les communes suivantes : Bonneuil-sur-Marne, Ormesson-sur-Marne, Sucy-en-Brie. 2° La partie de la commune de Saint-Maur-des-Fossés non incluse dans le canton de Saint-Maur-des-Fossés-1. |
| 19 | Thiais                   | 3                                     | Chevilly-Larue, Rungis, Thiais. |
| 20 | Villejuif                | 1                                     | Villejuif. |
| 21 | Villeneuve-Saint-Georges | 2 + fraction Villeneuve-Saint-Georges | 1° Les communes suivantes : Limeil-Brévannes, Valenton. 2° La partie de la commune de Villeneuve-Saint-Georges non incluse dans le canton de Choisy-le-Roi. |
| 22 | Villiers-sur-Marne       | 3                                     | Bry-sur-Marne, Le Plessis-Trévise, Villiers-sur-Marne. |
| 23 | Vincennes                | 1 + fraction Vincennes                | 1° La commune suivante : Saint-Mandé. 2° La partie de la commune de Vincennes située à l'ouest d'une ligne définie par l'axe des voies et limites suivantes : depuis la limite territoriale de la commune de Fontenay-sous-Bois, rue Jules-Massenet, rue de la Jarry, boulevard de la Libération, jusqu'à la limite territoriale de la commune de Paris. |
| 24 | Vitry-sur-Seine-1        | fraction Vitry-sur-Seine              | Partie de la commune de Vitry-sur-Seine située au nord d'une ligne définie par l'axe des voies et limites suivantes : depuis la limite territoriale de la commune de Villejuif, avenue du Colonel-Fabien, rue Edouard-Tremblay, rue Meissonier, voie des Monis, rue de la Petite-Saussaie, voie Houdon, voie Van-Loo, chemin Saint-Martin, rue Edouard-Till, rue Edouard-Tremblay, rue Langlois, avenue Lucien-Français, rue de Meissen, rue de Kladno, avenue Youri-Gagarine, rue Camille-Groult, place des Martyrs-de-la-Déportation, rue du 18-Juin-1940, rue Dupetitval, avenue Guy-Môquet, avenue Paul-Vaillant-Couturier, rue Neuve, rue Gabriel-Péri, rue de l'Argonne, rue du Colonel-Moll, rue d'Odessa, voie située dans le prolongement de la rue de la Marne, avenue Jean-Jaurès, avenue du Président-Salvador-Allende (route départementale 148), pont du Port-à-l'Anglais, jusqu'à la limite territoriale de la commune d'Alfortville. |
| 25 | Vitry-sur-Seine-2        | fraction Vitry-sur-Seine              | Partie de la commune de Vitry-sur-Seine non incluse dans le canton de Vitry-sur-Seine-1. |

### Val-d’Oise(95) - 21 cantons
| N° | Nom du Canton       | Nombre de communes entières | Communes composant le canton |
| -- | ------------------- | --------------------------- | --- |
| 1  | Argenteuil-1        | 2 + fraction Argenteuil     | 1° Les communes suivantes : Saint-Gratien, Sannois. 2° La partie de la commune d'Argenteuil située au nord d'une ligne définie par l'axe des voies et limites suivantes : depuis la limite territoriale de la commune de Cormeilles-en-Parisis, route de Cormeilles, voie piétonne dans l'axe de l'avenue Georges-Clemenceau, avenue Georges-Clemenceau, rue de la Folie, rue des Celtes, route de Cormeilles, rue de la Folie, rue de la Nonaise, boulevard Marcel-Guillot, rue de Morinval, rue du Mans, ligne droite jusqu'à l'angle des rues du Bel-Air et de Lorraine, jusqu'à la limite territoriale de la commune de Sannois. |
| 2  | Argenteuil-2        | fraction Argenteuil         | Partie de la commune d'Argenteuil située dans l'axe des voies et limites suivantes : depuis la limite territoriale de la commune de Cormeilles-en-Parisis, route de Cormeilles, voie piétonne dans l'axe de l'avenue Georges-Clemenceau, avenue Georges-Clemenceau, rue de la Folie, rue des Celtes, route de Cormeilles, rue de la Folie, rue de la Nonaise, boulevard Marcel-Guillot, rue de Morinval, rue du Mans, ligne droite jusqu'à l'angle des rues du Bel-Air et de Lorraine, limite territoriale de la commune de Sannois, limite territoriale de la commune de Saint-Gratien, limite territoriale de la commune d'Epinay-sur-Seine, cours de la Seine, pont d'Argenteuil, depuis la limite territoriale de la commune de Gennevilliers, avenue Gabriel-Péri, boulevard Léon-Feix, boulevard Jeanne-d'Arc, boulevard Gallieni, rue du Lieutenant-Colonel-Prudhon, rue de la Tour-Billy, rue Lhérault-Clouqueur, rue Saint-Vincent-de-Paul, rue des Messiers, avenue Maurice-Utrillo, rue des Beurriers, rue de la Marche, rue d'Ascq, rue de Locarno, rue de Douaumont, rue Emile-Giraut, rue Louis-Lhérault, ligne de la Grande-Ceinture jusqu'au droit de l'impasse du Prunet, impasse du Prunet, rue Lucien-Barbier, rue de la Fosse-aux-Loups, rue des Indes, rue de Salonique, boulevard des Martyrs-de-Châteaubriant, jusqu'à la limite territoriale de la commune de Sartrouville. |
| 3  | Argenteuil-3        | 1 + fraction Argenteuil     | 1° La commune suivante : Bezons. 2° La partie de la commune d'Argenteuil non incluse dans les cantons d'Argenteuil-1 et d'Argenteuil-2. |
| 4  | Cergy-1             | 2 + fraction Cergy          | 1° Les communes suivantes : Osny, Puiseux-Pontoise. 2° La partie de la commune de Cergy située au nord d'une ligne définie par l'axe des voies suivantes : depuis la limite territoriale de la commune de Vauréal, plate-forme de l'ancienne voie ferrée de Pontoise à Poissy, chemin de la Fourmi, avenue du Nord, allée des Acacias, allée de Bellevue, rue du Tertre, avenue du Nord, boulevard de la Viosne, jusqu'à la limite territoriale de la commune de Pontoise. |
| 5  | Cergy-2             | 4 + fraction Cergy          | 1° Les communes suivantes : Boisemont, Éragny, Jouy-le-Moutier, Neuville-sur-Oise. 2° La partie de la commune de Cergy non incluse dans le canton de Cergy-1. |
| 6  | Deuil-la-Barre      | 4                           | Deuil-la-Barre, Groslay, Montmagny, Saint-Brice-sous-Forêt. |
| 7  | Domont              | 11                          | Baillet-en-France, Béthemont-la-Forêt, Bouffémont, Chauvry, Domont, Moisselles, Montsoult, Piscop, Le Plessis-Bouchard, Saint-Leu-la-Forêt, Saint-Prix. |
| 8  | Ermont              | 2                           | Eaubonne, Ermont. |
| 9  | Fosses              | 24                          | Attainville, Bellefontaine, Belloy-en-France, Châtenay-en-France, Chaumontel, Écouen, Epinay-Champlâtreux, Ézanville, Fontenay-en-Parisis, Fosses, Jagny-sous-Bois, Lassy, Luzarches, Maffliers, Mareil-en-France, Le Mesnil-Aubry, Le Plessis-Gassot, Le Plessis-Luzarches, Puiseux-en-France, Saint-Martin-du-Tertre, Seugy, Viarmes, Villaines-sous-Bois, Villiers-le-Sec. |
| 10 | Franconville        | 2                           | Cormeilles-en-Parisis, Franconville. |
| 11 | Garges-lès-Gonesse  | 2                           | Arnouville, Garges-lès-Gonesse. |
| 12 | Goussainville       | 9                           | Chennevières-lès-Louvres, Epiais-lès-Louvres, Goussainville, Louvres, Marly-la-Ville, Saint-Witz, Survilliers, Vémars, Villeron. |
| 13 | Herblay             | 3                           | La Frette-sur-Seine, Herblay, Montigny-lès-Cormeilles. |
| 14 | L'Isle-Adam         | 15                          | Asnières-sur-Oise, Beaumont-sur-Oise, Bernes-sur-Oise, Bruyères-sur-Oise, Champagne-sur-Oise, L'Isle-Adam, Mours, Nerville-la-Forêt, Nointel, Noisy-sur-Oise, Parmain, Persan, Presles, Ronquerolles, Villiers-Adam. |
| 15 | Montmorency         | 6                           | Andilly, Enghien-les-Bains, Margency, Montlignon, Montmorency, Soisy-sous-Montmorency. |
| 16 | Pontoise            | 32                          | Ableiges, Arronville, Le Bellay-en-Vexin, Berville, Boissy-l'Aillerie, Bréançon, Brignancourt, Chars, Commeny, Cormeilles-en-Vexin, Courcelles-sur-Viosne, Ennery, Epiais-Rhus, Frémécourt, Génicourt, Gouzangrez, Grisy-les-Plâtres, Haravilliers, Le Heaulme, Livilliers, Marines, Menouville, Montgeroult, Moussy, Neuilly-en-Vexin, Nucourt, Le Perchay, Pontoise, Santeuil, Theuville, Us, Vallangoujard. |
| 17 | Saint-Ouen-l'Aumône | 12                          | Auvers-sur-Oise, Butry-sur-Oise, Frépillon, Frouville, Hédouville, Hérouville, Labbeville, Mériel, Méry-sur-Oise, Nesles-la-Vallée, Saint-Ouen-l'Aumône, Valmondois. |
| 18 | Sarcelles           | 1                           | Sarcelles. |
| 19 | Taverny             | 4                           | Beauchamp, Bessancourt, Pierrelaye, Taverny. |
| 20 | Vauréal             | 40                          | Aincourt, Ambleville, Amenucourt, Arthies, Avernes, Banthelu, Bray-et-Lû, Buhy, La Chapelle-en-Vexin, Charmont, Chaussy, Chérence, Cléry-en-Vexin, Condécourt, Courdimanche, Frémainville, Gadancourt, Genainville, Guiry-en-Vexin, Haute-Isle, Hodent, Longuesse, Magny-en-Vexin, Maudétour-en-Vexin, Menucourt, Montreuil-sur-Epte, Omerville, La Roche-Guyon, Sagy, Saint-Clair-sur-Epte, Saint-Cyr-en-Arthies, Saint-Gervais, Seraincourt, Théméricourt, Vauréal, Vétheuil, Vienne-en-Arthies, Vigny, Villers-en-Arthies, Wy-dit-Joli-Village. |
| 21 | Villiers-le-Bel     | 7                           | Bonneuil-en-France, Bouqueval, Gonesse, Roissy-en-France, Le Thillay, Vaudherland, Villiers-le-Bel. |